# Opglabbeek

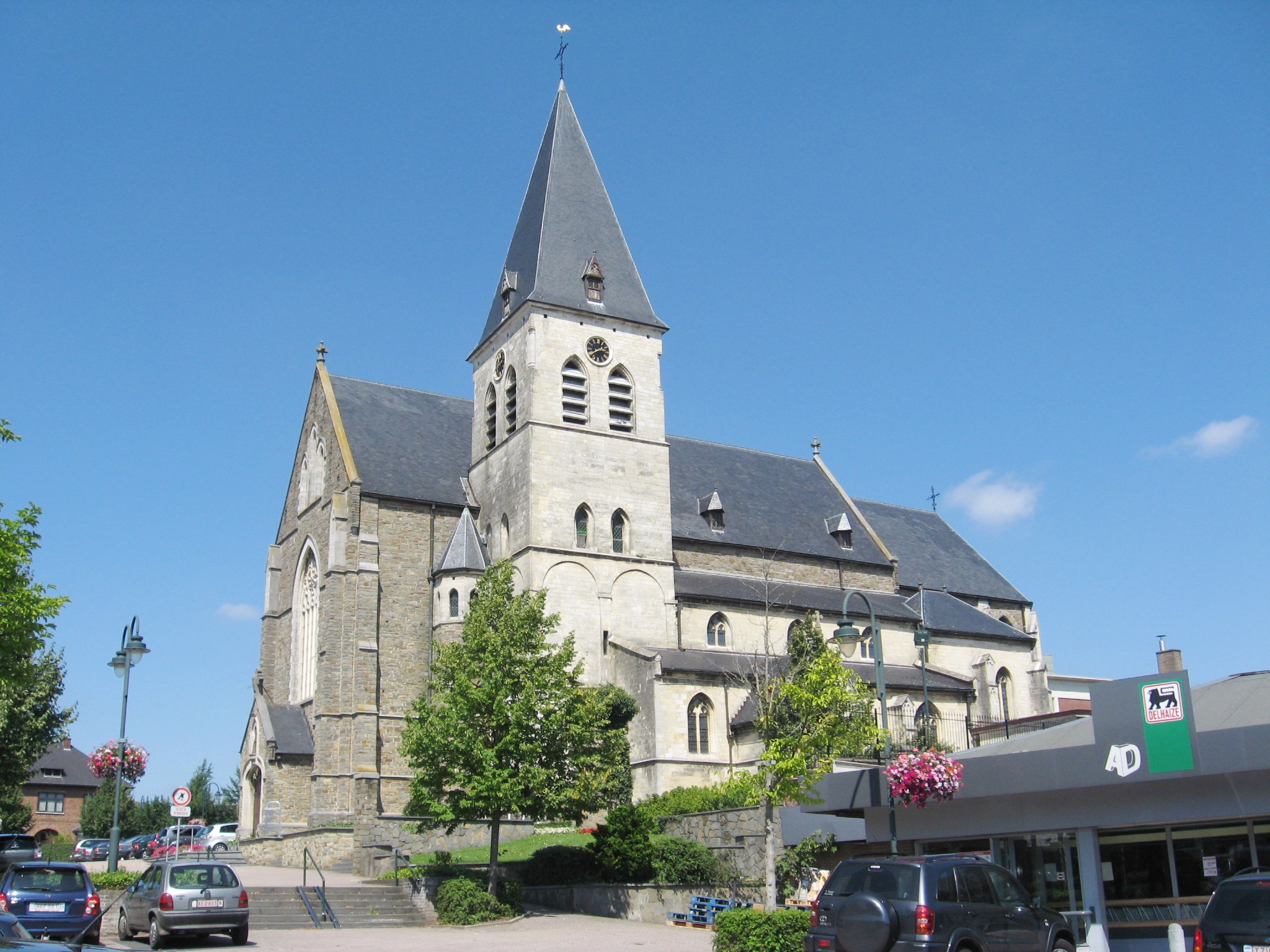
De Sint-Lambertuskerk van Opglabbeek

Opglabbeek (Limburgs: Glabbek) is een dorp in de Belgische provincie Limburg en een deelgemeente van Oudsbergen. De deelgemeente telt ruim 10.000 inwoners en is gelegen in Midden-Limburg, ten noorden van Genk en op ongeveer 25 kilometer van de provinciehoofdstad Hasselt. 

## Etymologie
Opglabbeek werd voor het eerst vermeld in 1219 als Glatbeke. Glat betekent: glad of helder.

## Geschiedenis
Opglabbeek vormde in de Middeleeuwen samen met Neerglabbeek de gemeente Glabbeek, behorende tot het Graafschap Loon. In 1219 schonk Graaf Lodewijk III van Loon het domein aan de Abdij van Averbode. Ook het tiendrecht en het patronaatsrecht van de Opglabbeekse Sint-Lambertusparochie kwam in handen van deze abdij.
Naast de landbouw werd ook turf gewonnen. Aan het einde van de achttiende eeuw is Opglabbeek zichtbaar op de Ferrariskaarten als een klein dorpje aan de rand van de heide. Ten westen van het dorp ligt een enorm uitgestrekt heidegebied, de Donderslagse Heide, dat tot aan Houthalen-Helchteren reikt. Ten noorden van het dorp ligt de Gruitroodse heide en ten zuidwesten de Waterscheidse heide. Vanaf de negentiende eeuw werden grote delen van dit uitgestrekte heidegebied bebost of verstedelijkt (Waterscheidse Heide). Het deel van de Donderslagse Heide ten oosten van de N76 werd grotendeels bebost, net als de nabijgelegen Gruitroodse Heide.
Van belang was, vanaf begin 20e eeuw, de uitbouw van de naburige steenkoolmijnen van Zwartberg en Waterschei. Opglabbeek, dat niet ver van de Genkse agglomeratie is gelegen, groeide aanzienlijk, onder meer door de aanleg van de wijk Nieuwe Kempen nabij de mijnen. Na de mijnsluitingen, eind jaren 60 en begin jaren 70 van de 20e eeuw, werd vanaf 1960 het bedrijventerrein Opglabbeek ontwikkeld, dat met 220 ha een van de grootste van Limburg is. Onder meer het werelddistributiecentrum van onderdelen van Scania is er gevestigd. Een andere grote investeerder is de Groep Machiels uit Hasselt. Door de aanleg van dit terrein ontwikkelde zich in Opglabbeek vervangende werkgelegenheid.
Op 26 juni 2017 keurde men de fusie van Opglabbeek en Meeuwen-Gruitrode officieel goed op de gemeenteraden van beide gemeenten.  In 2019 gingen beide gemeente samen tot de nieuwe fusiegemeente Oudsbergen. Opglabbeek was tot 31 december 2018 een gemeente die behoorde tot het gerechtelijk kanton Bree, waarvan het nog steeds deel uitmaakt, en het kieskanton Genk, terwijl het na de fusie deel gaan uitmaken is van het kieskanton Bree. 

## Geografie
Aangrenzende gemeenten zijn Genk, As, Opoeteren (Maaseik), Meeuwen-Gruitrode en Houthalen-Helchteren. De Bosbeek vormt een natuurlijke grens met As en Maaseik.
Opglabbeek bestaat naast de dorpskern uit twee gehuchten die elk eveneens een parochie vormen: Nieuwe Kempen, gelegen nabij de terril van Zwartberg, en Louwel, grenzend aan Opoeteren. Beide gehuchten hebben samen ongeveer evenveel inwoners als het centrum.

### Nabijgelegen kernen
As, Zwartberg, Gruitrode, Opoeteren

## Demografie

### Demografische ontwikkeling
- Bronnen:NIS, Opm:1831 tot en met 1981=volkstellingen; 1990 en later= inwonertal op 1 januari

## Politiek

### Structuur
De gemeente Opglabbeek ligt in het kieskanton Genk (dat identiek is aan het provinciedistrict Genk) en het kiesarrondissement Hasselt-Tongeren-Maaseik (identiek aan de kieskring Limburg).
| Opglabbeek       | Opglabbeek       | Supranationaal         | Nationaal                         | Nationaal          | Gemeenschap       | Gewest            | Provincie         | Arrondissement           | Provinciedistrict | Kanton          | Gemeente        |
| ---------------- | ---------------- | ---------------------- | --------------------------------- | ------------------ | ----------------- | ----------------- | ----------------- | ------------------------ | ----------------- | --------------- | --------------- |
| Administratief   | Niveau           | Europese Unie          | België                            | België             | Vlaanderen        | Vlaanderen        | Limburg           | Hasselt                  | Hasselt           | Hasselt         | Opglabbeek      |
| Administratief   | Bestuur          | Europese Commissie     | Belgische regering                | Belgische regering | Vlaamse regering  | Vlaamse regering  | Deputatie         | Deputatie                | Deputatie         | Deputatie       | Gemeentebestuur |
| Administratief   | Raad             | Europees Parlement     | Kamer van volksvertegenwoordigers | Vlaams Parlement   | Vlaams Parlement  | Vlaams Parlement  | Provincieraad     | Provincieraad            | Provincieraad     | Provincieraad   | Gemeenteraad    |
| Kiesomschrijving | Kiesomschrijving | Nederlands Kiescollege | Kieskring Limburg                 | Kieskring Limburg  | Kieskring Limburg | Kieskring Limburg | Kieskring Limburg | Hasselt-Tongeren-Maaseik | Genk              | Genk            | Opglabbeek      |
| Verkiezing       | Verkiezing       | Europese               | Federale                          | Federale           | Vlaamse           | Vlaamse           | Provincieraads-   | Provincieraads-          | Provincieraads-   | Provincieraads- | Gemeenteraads-  |

### Geschiedenis

#### Legislatuur 1995 - 2000
De Christendemocraten namen verdeeld aan de verkiezingen deel. Enerzijds was er de CVP-kieslijst, anderzijds de CDO-kieslijst.

#### Legislatuur 2001 - 2006
Reeds voor de verkiezingen was de christendemocratische eenheidslijst CDO-CVP zeker van een volstrekte meerderheid. De enige alternatieve keuze voor de kiezers was de kieslijst van Agalev met slechts zes kandidaten voor een totaal van 21 mandaten.

#### Legislatuur 2007 - 2012
De kiezers in Opglabbeek hadden deze verkiezingen de keuze tussen een progressieve lijst Project2006 van groenen, socialisten en onafhankelijken, een rechtse kieslijst NIVO 21 van liberalen en onafhankelijken en de christendemocratische lijst. Lijsttrekker voor de liberalen was Henri Willems, voor de progressieven was dit Fabian Spreeuwers, een neef van de burgemeester.

#### Legislatuur 2013 - 2018
Laatste burgemeester was Benny Spreeuwers van de CD&V. Deze partij had de meerderheid met 14 op 21 zetels.

#### Resultaten gemeenteraadsverkiezingen van 1976 tot en met 2012[4]
| Partij of kartel     | Partij of kartel                         | 10-10-1976 | 10-10-1976 | 10-10-1982 | 10-10-1982 | 9-10-1988 | 9-10-1988 | 9-10-1994 | 9-10-1994 | 8-10-2000 | 8-10-2000 | 8-10-2006 | 8-10-2006 | 14-10-2012 | 14-10-2012 |
| Stemmen / Zetels     | Stemmen / Zetels                         | %          | 17         | %          | 19         | %         | 19        | %         | 19        | %         | 21        | %         | 21        | %          | 21         |
| -------------------- | ---------------------------------------- | ---------- | ---------- | ---------- | ---------- | --------- | --------- | --------- | --------- | --------- | --------- | --------- | --------- | ---------- | ---------- |
|                      | CDO1 / CDO-CVPA                          | -          |            | -          |            | -         |           | 49,511    | 12        | 83,59A    | 19        | -         |           | -          |            |
|                      | CVP1 / CD&V2                             | 57,811     | 11         | 79,141     | 16         | 54,611    | 11        | 26,41     | 5         | 83,59A    | 19        | 61,222    | 14        | 58,142     | 14         |
|                      | VLD1 / NIVO 212 / N-VA&NIVO213           | -          |            | -          |            | -         |           | 8,471     | 1         | -         |           | 29,112    | 6         | 34,233     | 7          |
|                      | Agalev1 / Project20062 / PRO Opglabbeek3 | -          |            | -          |            | -         |           | -         |           | 16,411    | 2         | 9,672     | 1         | 7,633      | 0          |
|                      | SP                                       | -          |            | 20,86      | 3          | 11,69     | 1         | 7,33      | 0         | -         |           | 9,672     | 1         | 7,633      | 0          |
|                      | OV                                       | -          |            | -          |            | 33,7      | 7         | 8,29      | 1         | -         |           | -         |           | -          |            |
|                      | GMB                                      | 6,79       | 0          | -          |            | -         |           | -         |           | -         |           | -         |           | -          |            |
|                      | ZO                                       | 35,4       | 6          | -          |            | -         |           | -         |           | -         |           | -         |           | -          |            |
| Totaal stemmen       | Totaal stemmen                           | 3866       | 3866       | 4804       | 4804       | 5350      | 5350      | 5908      | 5908      | 6518      | 6518      | 6893      | 6893      | 7264       | 7264       |
| Opkomst %            | Opkomst %                                |            |            |            |            | 97,88     | 97,88     | 97,28     | 97,28     | 96,75     | 96,75     | 96,59     | 96,59     | 94,86      | 94,86      |
| Blanco en ongeldig % | Blanco en ongeldig %                     | 1,78       | 1,78       | 5,18       | 5,18       | 3,59      | 3,59      | 3,25      | 3,25      | 8,85      | 8,85      | 5,61      | 5,61      | 4,57       | 4,57       |

De zetels van de gevormde coalitie staan vetjes afgedrukt.

Zie voor de gemeenteraadsverkiezingen van 2018 en later op de fusiegemeente Oudsbergen.

## Bezienswaardigheden
Opglabbeek heeft een driehoekig dorpsplein. Van de oorspronkelijke bebouwing, deels bestaande uit langgevelboerderijen in vakwerkbouw, is niets meer over. Enkel in Louwel valt er nog iets van terug te vinden. Verder zijn van belang:
- De Sint-Lambertuskerk.
- Het gemeentehuis, een voormalige pastorie.
- De Slagmolen bevindt zich op de Bosbeek en is tegenwoordig een restaurant.

## Natuur en landschap
Opglabbeek ligt op het Kempens Plateau, op een hoogte van ongeveer 75 meter. In het zuidwesten is de invloed van de voormalige steenkoolmijnen merkbaar: twee terrils van de steenkoolmijn van Waterschei, waarvan één met een top tot 165 meter hoogte, liggen juist ten zuiden van de gemeentegrens. Hier vindt men, voornamelijk op het grondgebied van As, ook de natuurgebieden Klaverberg en Heiderbos.
Ooit waren hier uitgestrekte heidevelden en zandverstuivingen, bekend als de duinengordel, die later grotendeels werden bebost met naaldhout. Aldus telt Opglabbeek ongeveer 1000 ha bos, waarvan het Gruitroderbos het belangrijkste is. Verder vindt men, in het noordwesten, het Ophovenerbos met de Ruiterskuilen, en de Kruisberg. Ook de Oudsberg ligt gedeeltelijk op de grens van Opglabbeek en Meeuwen-Gruitrode.
Het oostelijk deel van de gemeente bestaat uit een kleinschalig landbouwgebied en het wordt begrensd door de Bosbeek.
Een geologische formatie werd naar Opglabbeek vernoemd, en wel de Formatie van Opglabbeek.

## Verkeer en vervoer
Door Opglabbeek lopen twee gewestwegen. De N76 (Borgloon - Genk - Bree - Hamont) ligt helemaal in het westen van de gemeente, vlak naast de kern Nieuwe Kempen. De N730 (Tongeren - Bilzen - As - Bree) loopt door het dorpscentrum. Beide wegen lopen van zuid naar noord. Van west naar oost lopen twee belangrijke gemeentelijke verbindingswegen: de Weg naar Zwartberg verbindt de N76 in Nieuwe Kempen met de N730 in het centrum en de Weg naar Opoeteren verbindt de N730 in de dorpskern via het gehucht Louwel met buurdorp Opoeteren.
Het openbaar vervoer wordt verzorgd door De Lijn. Opglabbeek wordt bediend door lijn 8 Genk - Overpelt, lijn 33 Genk - Peer - Neerpelt, lijn 44 Genk - Opglabbeek Nieuwe Kempen, lijn G8 Genk - Nieuwe Kempen kerk - Louwel en lijn G8 Genk - Nieuwe Kempen kerk . Daarnaast komen er nog enkele ritten van lijn 11 in Opglabbeek.
Tijdens de Tweede Wereldoorlog bestond het militair vliegveld Y-32 Ophoven in Opglabbeek. Tegenwoordig resteert daar nog maar weinig van.

## Bekende inwoners
- Michel Vliegen (1920-2012), Belgisch politicus
- Robert Grondelaers (1933-1989), Belgisch wielrenner
- Carlo Bomans, (1963), bekende wielrenner
- Luc Roosen (1964), Belgisch wielrenner
- Kris Vincken (1977), Belgisch voetballer
- Jelle van Dael (1990), zangeres en presentatrice